# Cosmide
Un cosmide, originariamente descritto da Collins e Hohn nel 1978, è un tipo di vettore utilizzabile nelle tecniche di clonaggio tipiche dell'ingegneria genetica. La tipicità dei cosmidi consiste nella presenza di sequenze cos (scoperte nel batteriofago lambda), che permettono al cosmide di alloggiare fino a 50kbps (mentre un plasmide può mantenerne al massimo 20).

## Utilizzo
Nel cosmide in cui sono stati inseriti i siti cos (estremità coesive) del batteriofago, questi siti permettono l'impacchettamento del DNA nel virone lambda. Una caratteristica molto importante di questi vettori è data dal fatto che permettono di clonare grossi frammenti di DNA (dai 32 ai 45 kb), e questo è utile soprattutto per il clonaggio di geni cromosomali di eucarioti dove sono presenti grandi quantità di DNA.
Nei cosmidi il DNA può essere immagazzinato in una particella fagica invece che in un plasmide. Le particelle fagiche risultano molto più stabili rispetto ad un plasmide e il DNA ricombinante ha la possibilità di essere mantenuto per un periodo più lungo (genoteca).

## Meccanismo di Ricombinazione
Il cosmide verrà aperto all'interno di una cellula batterica con enzimi di restrizione (desossiribonucleasi di tipo II), si sostituirà con il gene di interesse la porzione del genoma che va dal sito di attacco dell'enzima fino alla sequenza cos. Il tutto verrà legato con ligasi.
Avremo una struttura circolare chiusa che conterrà al proprio interno una porzione del gene di partenza, il gene di interesse, la porzione cos.
La porzione cos invierà l'informazione al genoma di codificare le proteine fagiche e farà in modo che il cosmide entri all'interno del fago. Si avranno particelle fagiche ricombinanti.
Il fago modificato avrà la capacità di iniettare il suo DNA all'interno della cellula di interesse. All'interno di essa si comporterà come un plasmide.